# Künzelsau
Künzelsau – miasto powiatowe w Niemczech, w kraju związkowym Badenia-Wirtembergia, w rejencji Stuttgart, w regionie Heilbronn-Franken, siedziba powiatu Hohenlohe, oraz wspólnoty administracyjnej Künzelsau. Leży nad rzeką Kocher, ok. 70 km na północny wschód od Stuttgartu, przy drodze krajowej B19

## Demografia
- 1800: 2 000
- 1830: 2 500
- 1910: 3 067
- 1939: 3 950
- 1951: 5 250
- 1960: 7 605
- 1981: 11 565
- 1998: 14 125
- 2000: 14 819
- 2005: 15 032